# 山下奉也
山下 奉也（やました ともなり、1952年 - ）は、日本の政治家。第7代東京都八丈町長（3期）。

## 来歴
八丈町出身。駒澤大学法学部卒業。八丈町役場に入庁。
統括課長、企画財政課長、副町長を歴任。
2011年9月、町長に就任。浅沼道徳前町長の急逝に伴う八丈町長選は、事実上の後継候補として出馬した前副町長の山下が元町議会議長との一騎打ちを1千票以上の大差で破った。
2015年9月、無投票で当選（2期目）。
2019年9月、2回連続無投票で3選を決めた。
2023年9月、元町議の山下崇らを破り4選。
趣味・特技は園芸、釣り。 座右の銘は「初心忘れず」。